# Diabarou
Diabarou est un village situé dans la commune rurale de Dabia dans le cercle de Kéniéba dans la région de Kayes au Mali

## Géographie
La localité de Diabarou est située au sud de la route nationale RN 24 (axe Kéniéba-Kita) à 7,3 km, au sud-est du chef-lieu communal Dabia.

## Historique
Diabarou fut créé au débit du XXe siècle par le riche commerçant El Hadj Mamadou Boussanga Traoré. Il compte plus de 1500 habitants. La population est composée de malinkés, des peulhs, des diakhankés et des mandé-moris.

## Organisation Sociale

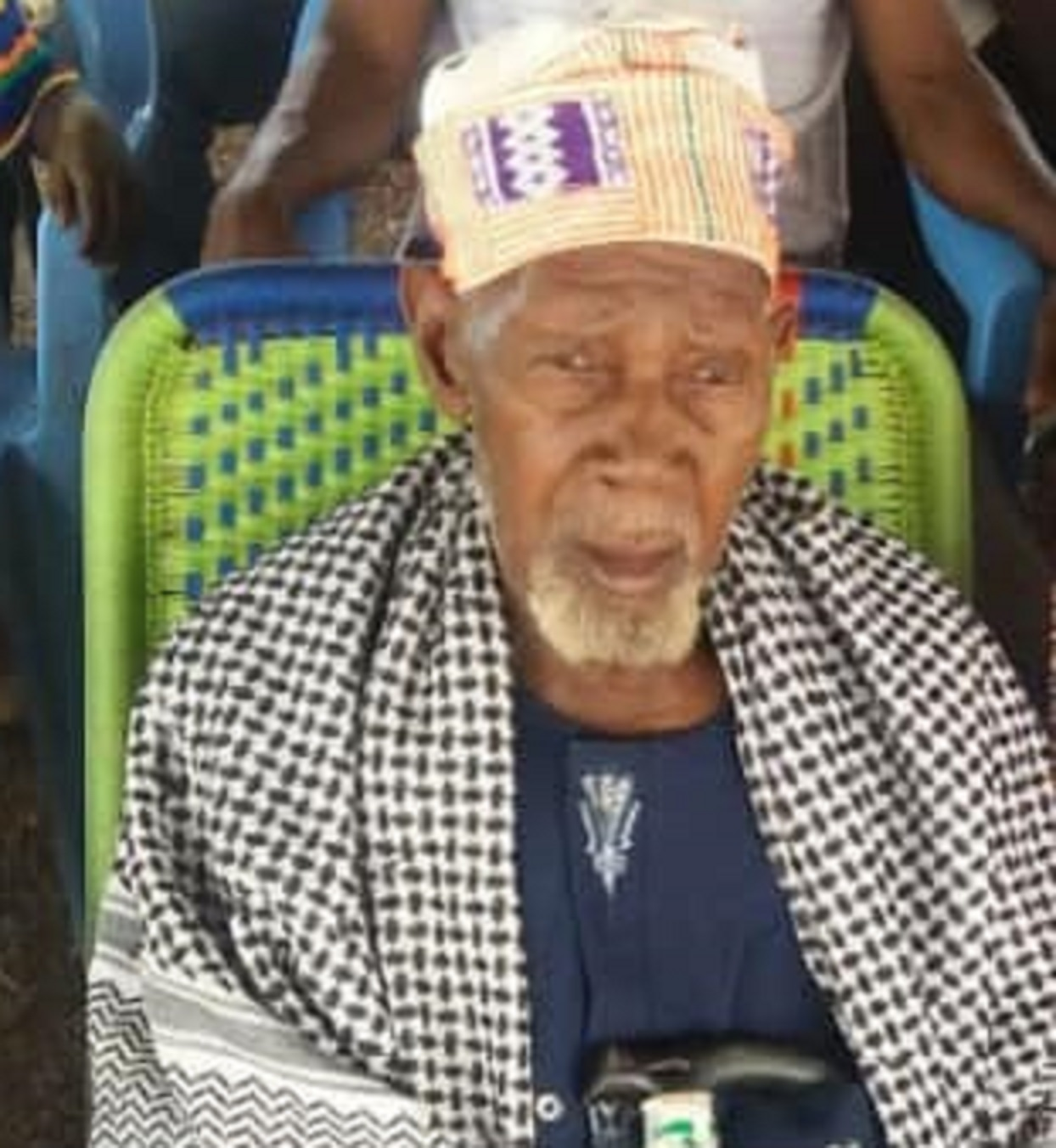
Feu Faguimba Keita ancien chef de village de Diabarou Décédé le 15 Mars 2021.

Les principaux noms de famille qu'on y rencontre sont : Traoré, Touré, Keïta, Bah, Diallo, Kébé, Cissé,Nassoko, Doumbia, Diané, Diawara, Sissoko, Koné et Camara.
Les Keïta occupent le poste de chef de village, le premier chef de village s'appelle Fakourou Kaita, après la mort de celui-ci son cousin Faguinba Keita est devenu chef qui est decede le 15 Mars 2021. L'actuel chef de village s'appelle Demba Keita le fils ainé de Fakourou Keita, il a été introdisé le 28 Mai 2021. 

## Cultes
Quant au côté religieux il est occupé par les Touré, le premier Imam du village s'appelait El hadj Sidiya Touré qui a été remplacé par son frère Djiguiba Touré décédé le 8 octobre 2016, actuellement le poste de l'Imam occupé son neveu Yousouf dit Bimba TOURE, on note également que le village est doté d'une grande mosquée, qui une capacité d'une mosquée de vendredi.

## Activité économique
L'activité économique est basée sur le commerce, l'orpaillage, l'agriculture et l'élevage.
Diabarou est une zone très favorable à l'agriculture, il pleut cinq mois dans l'année et la terre est une plaine fertile.
L'activité commerciale est exercée par les peuls et les Diakhankés venus de la Guinée. Diabarou peut être classée parmi les plus grandes zones commerciales du Cercle de Kéniéba.
Le sous-sol est très riche en or, dans les années 1980 le village a produit d'énormes quantités d'or, cette activité est généralement faite par les malinkés.

## Éducation et Santé
Sur plan éducatif le village est doté d'une école du premier cycle et d'un médarsa franco-arabe, qui fut créée en 1984.
Au niveau sanitaire le village possède depuis 1999 son propre centre de santé équipé et doté d'une pharmacie..